# Oliena
Oliena (AFI: /oˈli.ena/ od /oˈljɛna/; Ulìana in sardo, il nome in lingua sarda è coufficiale) è un comune italiano di 6 445 abitanti della provincia di Nuoro in Sardegna.

## Geografia fisica

### Territorio
Adagiato sotto il massiccio calcareo del monte Corrasi, noto anche come Supramonte di Oliena, è cullato a vista dalle cime di Corrasi e Carabidda; sorge ai margini della Barbagia di Ollolai a 10 km da Nuoro e il suo panorama si può ammirare dalla cima del monte Ortobene. Nel suo territorio è situato Su Troccu 'e Pentumas (erroneamente nota come Badde Pentumas), un suggestivo canyon, e Su Gologone, una fonte di origine calcarea.

#### Sas nurras
Le nurras sono dei crepacci che così descrive Grazia Deledda:" Nei monti di Oliena, nei contrafforti calcarei dai picchi acuti di un azzurro latteo che si confonde col cielo, esistono grandi crepacci - ricordi di antichissime convulsioni vulcaniche - di alcuni dei quali non si distingue il fondo. Vengono chiamati sas nurras, e volgarmente si crede che sieno misteriose comunicazioni dell'inferno col mondo. Di là escono i diavoli per scorrazzare sulle bianche montagne in cerca di anime e di avventure".

## Storia
Il primo insediamento abitativo di Oliena, inteso come struttura societaria permanente, si ha in età romana, anche se in tutto il territorio sono presenti tracce dell'uomo fin dall'età paleolitica, con una forte presenza di villaggi e tribù nuragiche. Lo testimoniano i numerosi ritrovamenti avvenuti presso la valle di Lanaitho (tra cui i resti dello scheletro noto come Sisaia) e le zone circostanti l'attuale centro abitato.
Il paese sembra essere nato dall'unione di tribù minori, che si sarebbero poi unite ad un preesistente villaggio, più sviluppato rispetto agli altri, e che quindi offriva più sicurezza contro gli invasori, ormai penetrati in Barbagia. Oliena ebbe un primo notevole sviluppo nel periodo medioevale, quando venne edificato un castello di cui però oggi restano tracce incerte, due archi, un piccolo cortile ubicato in via Maggiore Toselli salendo alla chiesa del Carmine. Sono presenti alcuni contrafforti in via Trento e un antico ingresso sempre nella medesima via. In via Castello sono presenti alcune case e dei pilastri che fungevano a supporto di una tettoia per il ricovero del bestiame, Ancora oggi si fa riferimento nella parlata e nella toponomastica, che denomina appunto "Su Hasteddu", quel rione.
Parte dell'agro di Oliena era stato conferito dal giudice di Gallura Costantino de Lacon (XII secolo) alla potestà abbaziale autonoma di Girifai, o Franca di Jurifai. In particolare nell'agro olianese furono ricompresi dal sovrano gallurese i centri medioevali poi spopolati di Golcone (oggi Corcodde) che aveva un castello detto "castello di Golione" citato alla fine del Trecentocon il castello di Elcono (Iloghe in agro di Dorgali), con il castello Paules, oggi "casteddu de Ghirtalu" (in agro di Dorgali e al confine con l'agro di Galtellì), Filihuri (Filicore per i nuoresi), Gadu o Giumpattu, Nothule (oggi Dule) e Locoe. Le parrocchie di questi paesi erano rispettivamente dedicate a: san Mamiliano Vescovo, La Madonna dei Poveri (disamparados), sant'Elena e san Costantino (santa Ligustina), La Misericordia e San Leonardo di Noblac. I primi tre centri erano collocati sulla sponda sinistra (dando le spalle alla sorgente) del Rio di Oliena (Cedrino). Tutti questi centri, come Oliena, facevano parte del Vescovado di Galtellì (XIII secolo). La Repubblica di Pisa, ghibellina, avversò strenuamente queste autonomie abbaziali di Girifai, guelfe, sia in Sardegna che in continente e si risolse ad occupare militarmente i loro territori intorno al 1220. Infatti Golcone, Filihuri, Locoe e Gadu sono citati nel censimento della Gallura pisana redatto dai funzionari pisani Upechini e Cipolla nel 1317 (Liber fondachi). Nella valle di Lanaitto esisteva un paese appartenente al Gemini (località Ghemeddaris) censito nel Medioevo con il nome di Latinaco o Latinatho. Sul Corrasi, chiamato dai vicini dorgalesi "Monte de Sovana", esisteva un paese Sovana che in italiano antico è sinonimo di soprana (da sopra).
Il patrono di Golcone era santu Milianu, san Mamiliano, vescovo di Palermo, il cui culto, importante nel Medioevo, era presente in Sardegna anche a Nuoro, nel borgo poi spopolatosi del monte Ortobene (già Gortobe o Gultofe nel Medioevo poi diventato Seuna con gli aragonesi), a Samassi e a Sestu. Secondo la sua passione il santo visse in Sardegna, probabilmente nell'ambito del territorio del Girifai, dove gli abitanti localitentarono di trattanerlo per evitare che tornasse in continente come poi fece fondando a Monte Giove, oggi Monte Cristo, il famoso monastero.
Il paese, che prima apparteneva al giudicato di Gallura, e alla curatoria di Galtellì-Orosei, all'alba del XIV secolo risulta inglobato nei possedimenti d'oltremare di Pisa. Durante questo periodo si incrementa l'agricoltura con l'introduzione di nuove colture, per lo più sconosciute ai sardi.
Ad Oliena i pisani lasciarono loro impronte. Resiste ancora il ponte in località Pappaloppe: era un vecchio ponte romano riattivato dai pisani detto appunto in sardo "Su ponte 'e sos pisanos" (il ponte dei pisani). Da qui veniva esportato il bestiame e i prodotti caseari. Si importavano invece spezie e varie stoffe, tra cui il pregiato broccato, che pisani e genovesi acquistavano dall'Oriente Mediterraneo. A questo periodo risale anche la costruzione della chiesa di Santa Maria Maggiore, che non a caso fu così chiamata: santa Maria era infatti la protettrice dei pisani.

Bandiera di Girifai, con la croce patente cistercense che presenta al centro il fiordaliso araldico o giglio di Francia ("Fleur de Lys").

La chiesa, che oggi appare molto diversa rispetto all'originaria struttura, databile tra la fine del XIII e gli inizi del XIV secolo, troneggiava isolata al di fuori dell'abitato.
Nel 1600 circa il paese va edificandosi in due distinti rioni: quello di Sa Banditta e quello di Sa Banda Manna, separati in maniera regolare dal Rio Golathi, al punto che si sente la necessità di costruire più ponti. Nel XVII secolo, Oliena aveva un aspetto molto diverso da quello attuale.
La grossa borgata, fiancheggiata da fitte foreste di lecci, stava arroccata al di sotto del già citato castello medioevale, e le case, addossate le une alle altre, andavano digradando dal rione Sa Madalena e Sant'Idogli (San Giorgio), verso la chiesa di Santa Maria.
Nel Novecento, lo sviluppo è maggiore e in paese arriva la corrente elettrica. Nel 1935 si dispone di un caseggiato scolastico (prima infatti le lezioni si svolgevano in case private), e negli anni cinquanta si hanno la rete idrica e quella fognaria.
Migliora l'igiene e la popolazione arriva per la prima volta a quota 5.000.
Apre il primo sportello bancario, circolano le prime automobili e nel 1953 nasce la prima società calcistica olianese: la Corrasi.

### I gesuiti
Così la scrittrice Grazia Deledda ricostruisce l'aura della località nel suo romanzo più famoso, Canne al vento, pubblicato nel 1913:
(Grazia Deledda, Canne al vento)
(nell'immagine: le cime dei monti attorno ad Oliena)
La pagina più bella della storia di Oliena è senza dubbio quella scritta dai gesuiti. Essi arrivarono nel paese nel 1665 grazie al consistente lascito del Rettore Salis. Vi trovarono i frati minimi di san Francesco da Paola, che già dal 1525 vi si erano stanziati.

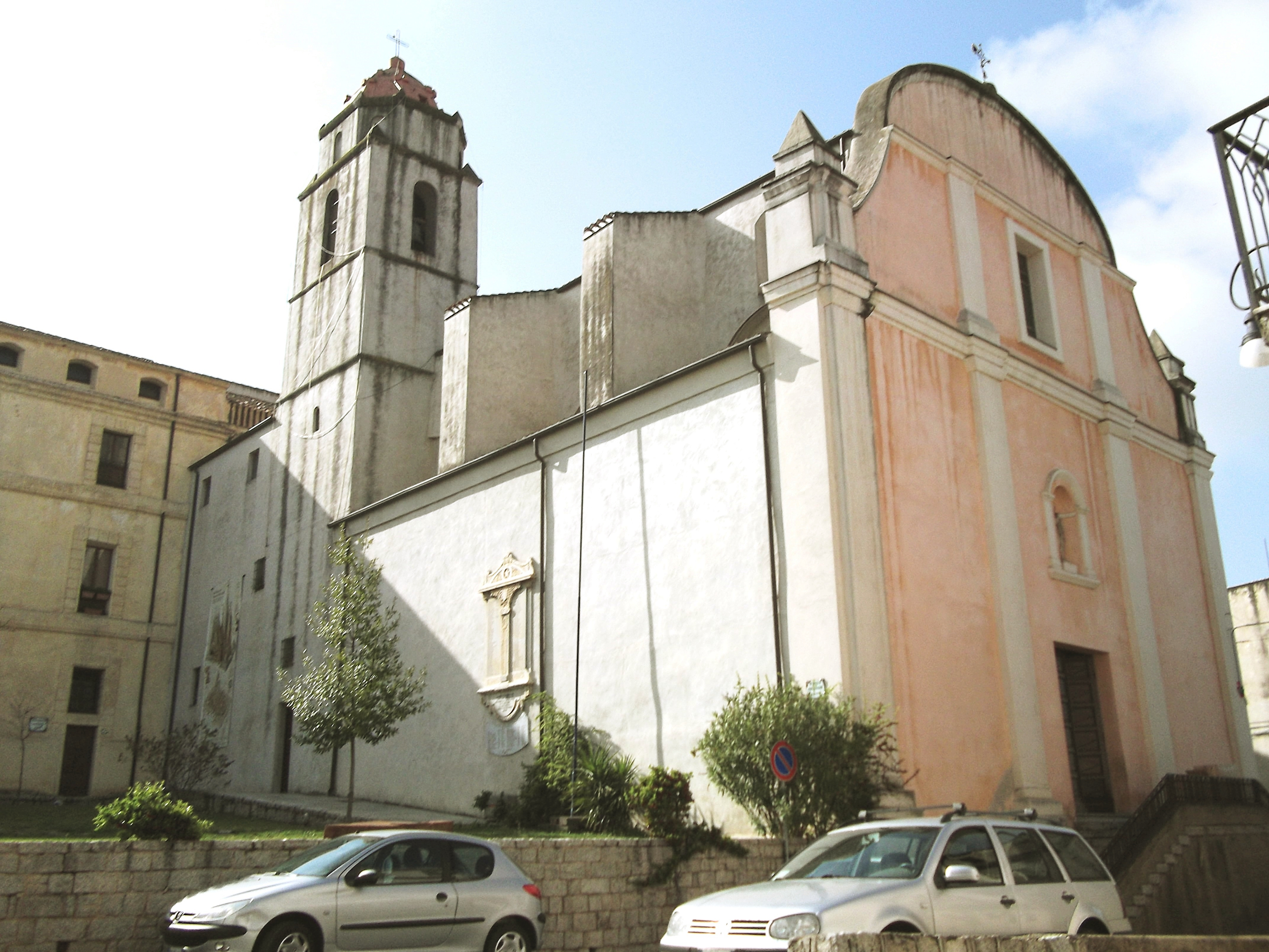
La chiesa di Sant'Ignazio di Loyola

Di questi ultimi resta ancora la chiesa. I membri della Compagnia di Gesù iniziarono la costruzione di un grande convento, ed edificarono in seguito l'attuale chiesa parrocchiale, dedicata al fondatore dell'ordine gesuitico: sant'Ignazio di Loyola. Gli edifici dei gesuiti fanno bella mostra di sé a lato e di fronte di questa chiesa. Dalla facciata del palazzotto di fronte trapelano ancora dall'intonaco originale deteriorato il giallo e il rosso della bandiera spagnola la cui cultura fu presente a Oliena e nel circondario fino a tutto il XVIII secolo.
Per la costruzione della chiesa furono usate le pietre del vecchio castello, ormai in rovina, che vennero smantellate dagli operai. Il convento adiacente fungeva da scuola, e perciò fu detto "Collegio"; qui si insegnavano latino e retorica. Questa scuola accoglieva i giovani di Oliena e di tutta la zona, e probabilmente era la scuola più importante del Nuorese. Per condizione testamentaria del lascito del rettore Salis i gesuiti insegnavano gratuitamente ai bimbi olianesi e dorgalesi della scuola primaria di Oliena. Oltre un secolo dopo, nel 1773, in seguito alla soppressione dell'ordine, i gesuiti dovettero abbandonare il vasto complesso da loro creato.
Sempre nel collegio i religiosi avevano installato un frantoio e piantato un giardino ricco di agrumi e alberi sconosciuti nella zona. Grazie al loro infaticabile lavoro si incrementò l'agricoltura, in quanto introdussero alberi da frutta, e l'allevamento di vacche, pecore, maiali e cavalli.
Vennero impiantati anche due gioielli di ortofrutta lavorati in maniera razionale: "S'ortu 'e molinu", "S'ortu 'e su re", e la vigna di Iriliai, dove trovarono posto oltre centomila ceppi di vite. [la vigna di Irilai sarebbe stata impostata dai Frati Minimi (di San Francesco di Paola), prima dei Gesuiti, come risulta da documento di richiesta al Priore di Cagliari (LLF)]. Si costruirono ponti, strade, fontane e utili abbeveratoi, per non parlare poi delle opere di ristrutturazione.
Nel collegio si formarono molti gesuiti che furono mandati a cristianizzare gli indios "guaranies" delle "Reducciones del los Jesuitas" del Paraguay e dell'Argentina del Nord, che costituivano durante il XVIII secolo una sorta di repubblica teocratica. Uno dei capi di questa organizzazione statuale fu il nobile Padre Tolu di Oliena morto in Paraguay nel XVIII secolo.

### Simboli
Lo stemma e il gonfalone del Comune di Oliena sono stati concessi con decreto del presidente della Repubblica dell'8 marzo 2006.
Stemma
(D.P.R. 08.03.2006)
Gonfalone
(D.P.R. 08.03.2006)

## Monumenti e luoghi d'interesse

### Il centro storico e le chiese
Il centro storico di Oliena è ben conservato. Le strade, fatte di acciottolato, o d'impredau, come si dice in paese, ospitano le antiche case, tutte vicine tra loro, che sembrano essere sorte con lo scopo di proteggersi l'una con l'altra. Anche se in gran parte disabitate, le antiche abitazioni conservano intatta la loro struttura originaria.
Avevano quasi tutte un cortile interno, su porciu, la caratteristica arcata che predominava l'architettura del paese. Di solito allo stesso cortile si affacciavano 3-4 famiglie, quasi sempre appartenenti allo stesso ceppo. Entro il cortile stava il pozzo, e sa bicocca con la scala di granito in bella vista. Il centro della vita domestica era la cucina, al centro della quale sorgeva su 'ohile, dove si faceva il fuoco. Non tutti infatti si potevano permettere il caminetto. Il tetto, fatto sempre con canne sostenute da grosse travi, era facilmente deteriorabile.

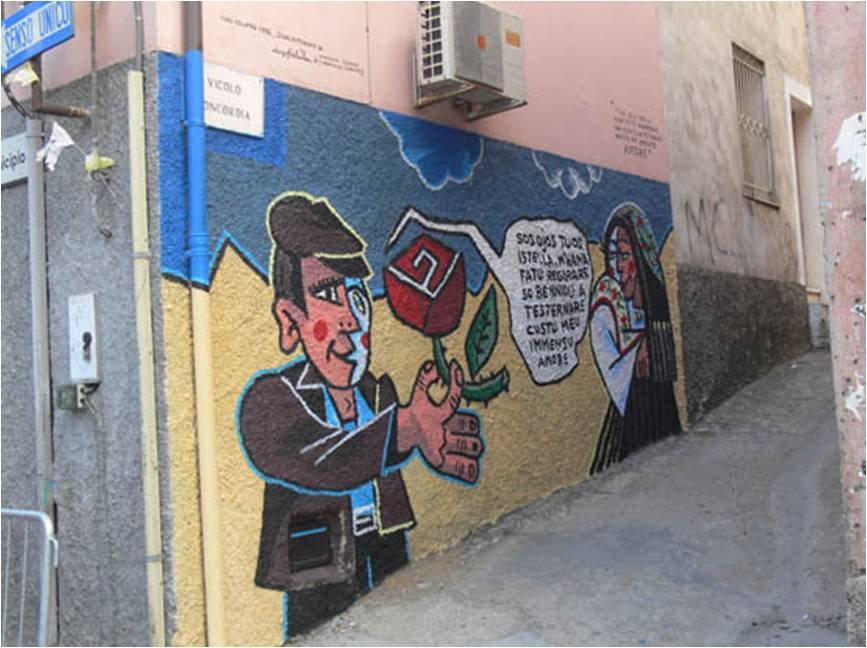
Murale nel centro di Oliena

Se la casa possedeva un secondo piano, il pavimento dell'elevato era in paglia, in sardo pagia.
Non mancava un piccolo riparo per le capre, che ogni famiglia possedeva.
La porta d'ingresso dava sulla strada ed era rialzata rispetto al suolo, per impedire l'ingresso dell'acqua e di animali.
C'erano però anche alcune case ben fatte, appartenenti alle famiglie più ricche. Sui muri del centro, si possono osservare oggi svariati murales, che riproducono scene di vita paesana e quello dedicato a Sir Gianfranco Zola.

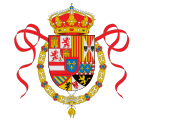
Bandiera dello Stato Spagnolo del 1713 allora ancora presente a Oliena.

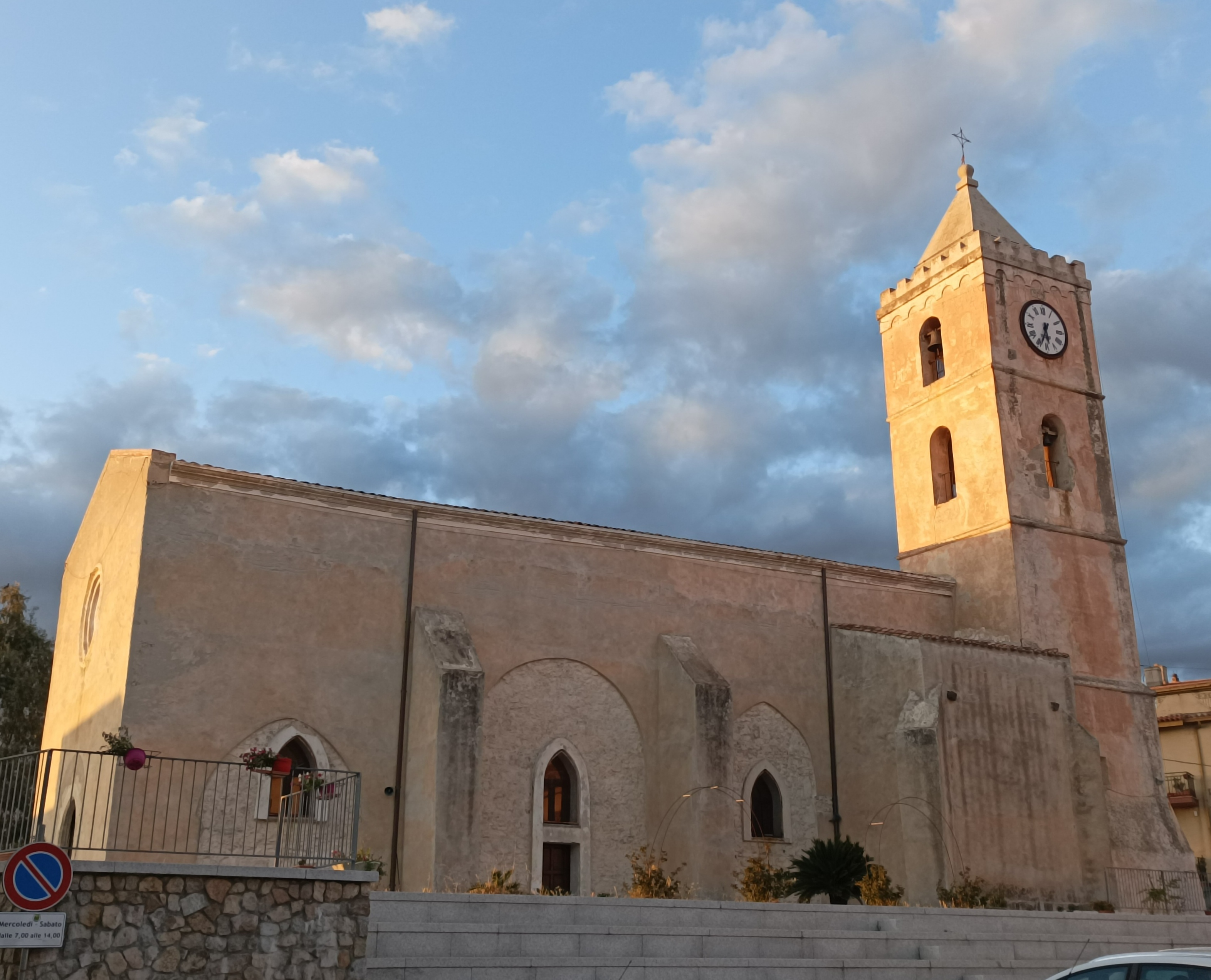
La chiesa di Santa Maria Assunta

Un'altra particolare caratteristica del tessuto urbano di Oliena, è l'elevato numero di chiese, all'interno dell'abitato se ne contano infatti 11:
- Chiesa di Sant'Ignazio di Loyola
- Chiesa di Santa Maria Assunta
- Santa Croce
- Chiesa di Nostra Signora d'Itria
- Chiesa di San Francesco da Paola
- San Lussorio
- San Giuseppe
- Vergine del Carmelo
- Vergine di Bonaria
- Sant'Anna
- Nostra Signora di Buoncammino

Non distanti da Oliena si trovano le chiese campestri di:
- San Giovanni
- Nostra Signora di Monserrato, patrona massima della Catalogna
- Nostra Signora della Pietà

Altre sono ormai cadute in rovina, come la chiesa di Santa Lucia, risalente al XIV secolo, e quella di Nostra Segnora de sos Disamparàdos, sul monticello di Manasùddas. Poco distante dalla chiesa di Nostra Signora di Monserrato sorgeva quella di San Michele Arcangelo. In località Orrùle, sono presenti i ruderi della chiesa bizantina di San Basilio.
Di altre chiese ormai scomparse, come quelle di San Giorgio di Suelli, San Leone Magno, Santa Maria Maddalena, Santi Elena e Costantino, San Gemiliano resta traccia solo nella toponomastica. Nel centro abitato era presente anche una chiesa intitolata a Sant'Antonio Abate.

### Monte Corrasi

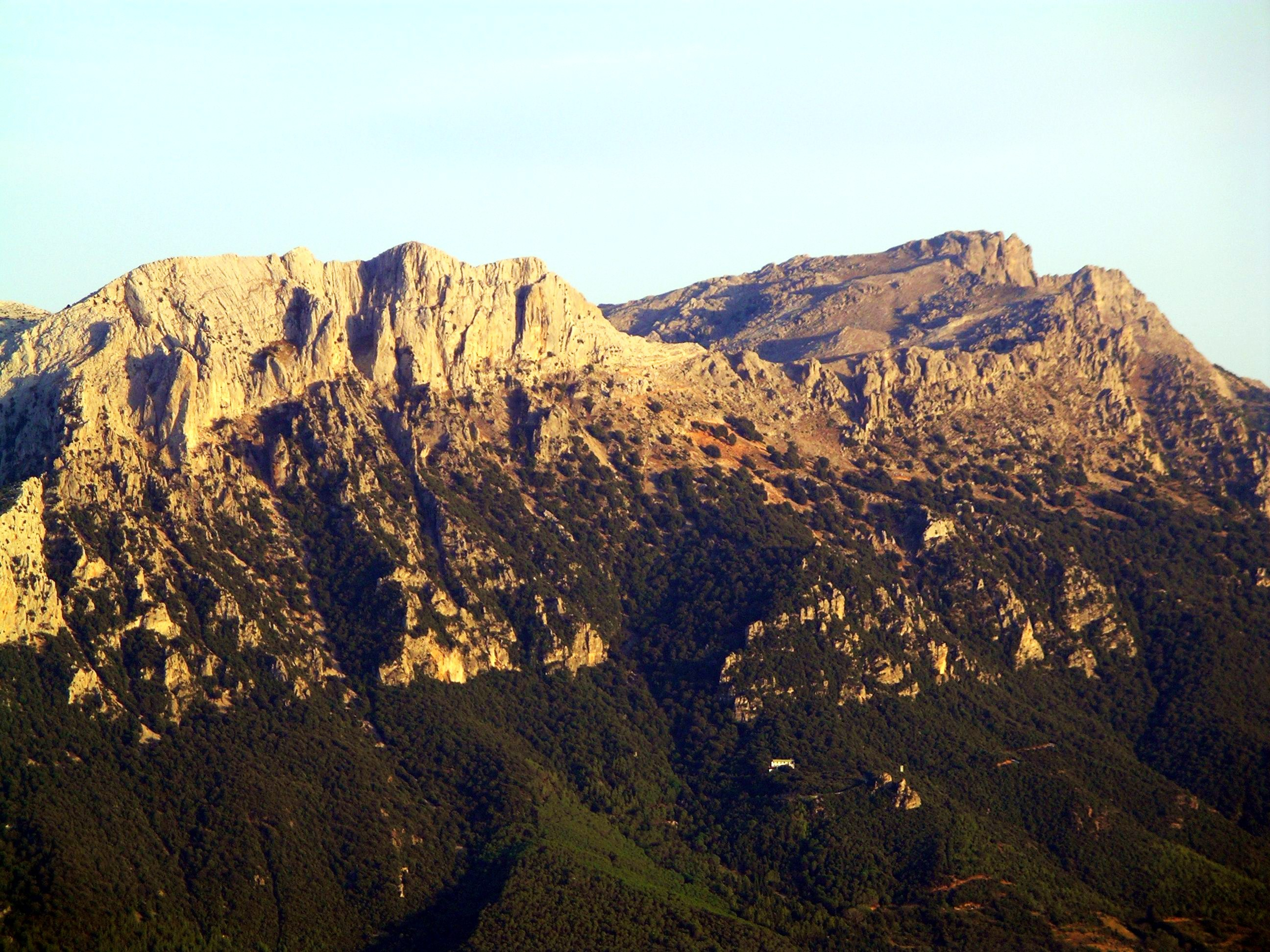
Supramonte di Oliena - Punta Corrasi

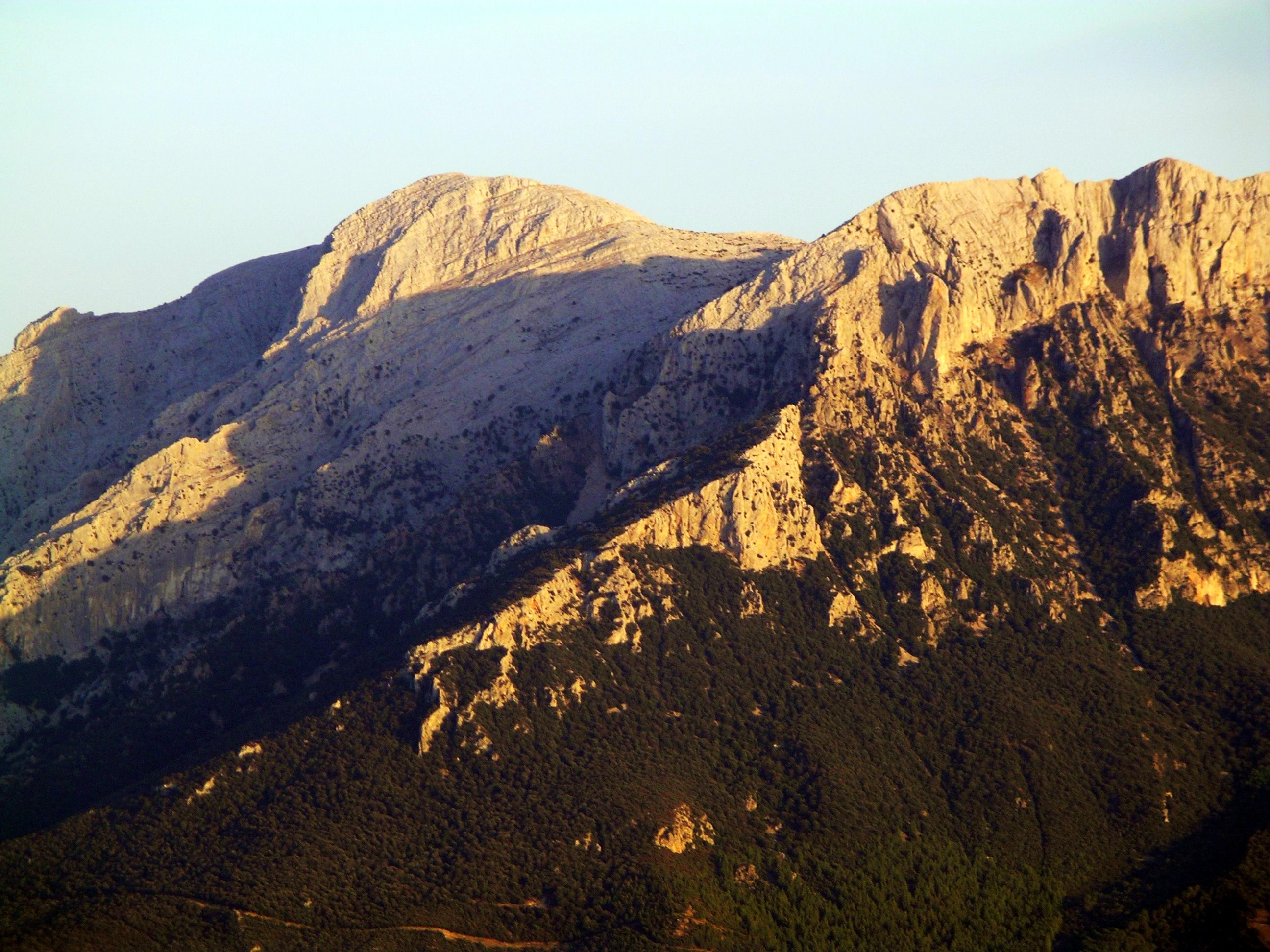
Supramonte di Oliena - Punta Sos Nidos

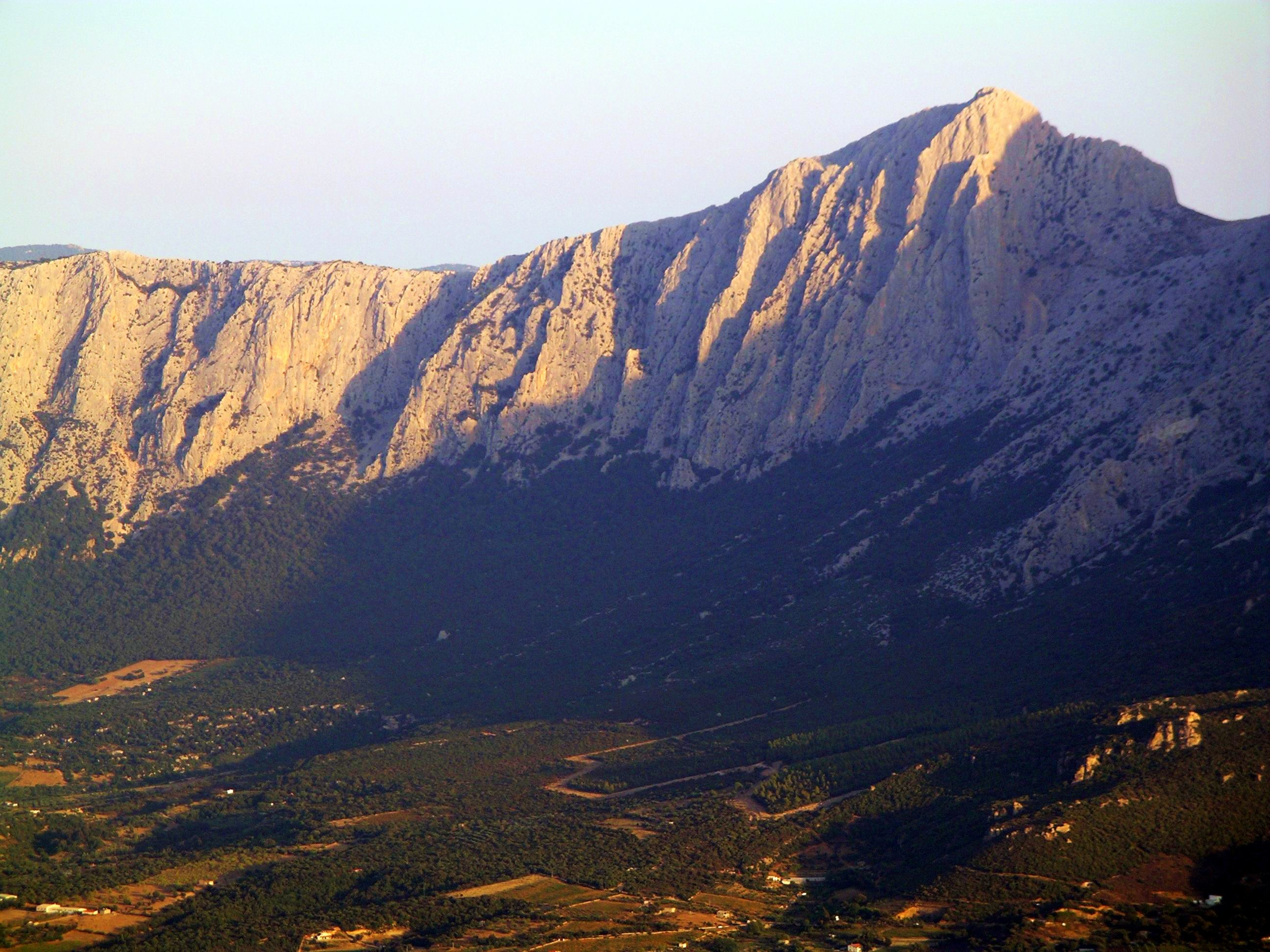
Supramonte di Oliena - Punta Cusidore

Il Supramonte si estende nei comuni di Dorgali, Orgosolo, Oliena, Baunei e Urzulei. Il monte Corrasi è la cima più alta del Supramonte, ed è anche il monte di Oliena. Esso è di natura calcarea, ed è ben visibile dai mari che bagnano la Sardegna. Le bianchissime cime calcaree dell'era mesozoica, hanno valso nel tempo, l'appellativo di "Dolomiti Sarde". Le punte più importanti sono: Corrasi (1.463 m), Carabidda (1.327 m), Ortu Hamminu (1.331 m), Sos Nidos (1.348 m). Su questi luoghi agresti ed impervi, con grotte e "nurres" affascinanti e inaccessibili, dai passi cattivi e inesplorati, dirupi e pietre sospesi nel vuoto, fino a non molti anni fa, planavano maestosi gli avvoltoi grifone, e pascolavano cervi e daini sardi. Oggi è comunque possibile vedere le aquile volare alte nel cielo, e le numerose mandrie di mufloni. In tutto il territorio possiamo osservare lecci secolari, querce e lentischio, i corbezzoli, i ginepri lunghi e contorti che hanno già migliaia d'anni. All'interno del bosco ci sono gli agrifogli, il sorbo, l'alaterno, l'enis e il tasso, comunemente definito "albero della morte", perché come dicevano anziani pastori e caprari, "non la tocca nessuna bestia!". Le risorse idriche, conservate in sos laheddos, piccole cavità scavate nella roccia, permettono alla fauna del supramonte di abbeverarsi. I cinghiali sono numerosi, ed è possibile vedere il gatto selvatico sardo, il ghiro, la martora, la donnola e lepri in grande quantità. La montagna è praticabile da rocciatori e alpinisti; dagli appassionati di trekking, e dagli amanti della natura in genere; non è del tutto consigliabile una scampagnata a chi non è del posto, infatti non è difficile perdersi.
Alla quota di 631 m, è presente il Rifugio Ostello di Maccione.

### Su Gologone, Lanaitho e i villaggi archeologici

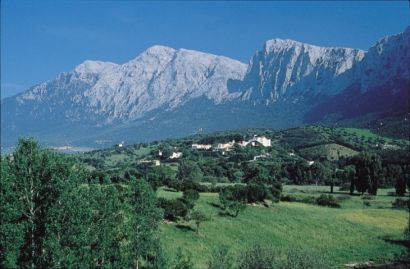
Valle di Guthiddai

Sul versante est del massiccio calcareo del Corrasi, faccia a faccia con Sa preda 'e sos Mugrones (la pietra dei mufloni), nella fertile valle di Guthiddai, si incontra una delle fonti carsiche più conosciute d'Europa, Su Gologone.
La sorgente, solo parzialmente esplorata, alimenta il fiume Cedrino. La fonte ha sempre rappresentato un'importante risorsa idrica, che dà acqua potabile ai comuni di Oliena, Dorgali e alla Baronia. Dopo la sorgente, a pochi chilometri, l'antica, ripidissima carrareccia che porta alla valle di Lanaitho giustifica in pieno il nome del valico: "Su Passu Malu" (Il passo cattivo), al di là del quale strapiombano i monumentali basalti di Ganagosula che delimitano l'altopiano del Gollei.
La valle di Lanaitho comunque, luogo dai tratti belli e suggestivi, con grotte interessanti e visitabili con attrezzature speleologiche come quelle di Sa Ohe, Su ventu, Su mugrone e Elihes Artas, ha creato ambienti favorevoli all'insediamento umano già dal paleolitico superiore, com'è stato documentato nella Grotta Corbeddu, in cui sono stati trovati i resti umani più antichi della Sardegna, e il complesso nuragico Sa Sedda 'e Sos Carros, dove è stata rinvenuta un'importante fonte sacra.
Non è facile leggere sotto le macerie di un villaggio che la polvere di almeno 2.000 anni ricopre, eppure, questo villaggio, assai vasto e imponente, quando verrà dissepolto, potrà aggiungere una nuova pagina alla preistoria sarda. Le tombe presenti in esso, conservano solo in parte i suppellettili che un tempo le ornavano, ma all'interno dei nuraghi potrebbero celarsi utensili e oggetti tali da completare le scarse conoscenze che si hanno sulle popolazioni che abitarono la Barbagia. Le abitazioni erano granitiche, ed è stata rinvenuta una grande officina che produceva diversi manufatti in metallo, che forniva anche i vicini centri di Gurruthone, Sòvana, Biriai e Serra Orrios.
Il villaggio non era dunque isolato ma intraprendeva fitti scambi anche con Fenici e Cartaginesi. Inoltre, sugli aspri costoni della valle, si trova il villaggio di Tiscali, dove vivevano popoli guerrieri che mai si sarebbero assoggettati al dominio di Roma Imperiale. Sulla parete rocciosa della fortezza si apre un ampio finestrone dal quale si domina la sottostante valle di Lanaitho.
Da lì, le popolazioni potevano controllare tutti i movimenti dei romani. Il villaggio era un luogo molto sicuro per i suoi abitanti, e i soldati non si sono mai spinti in zone così impervie per cercare di catturare i ribelli; semmai lo avessero fatto, le popolazioni indigene erano pronte a nascondersi dentro le numerose grotte presenti nella valle, pronti a cogliere di sorpresa gli invasori: alludeva proprio a queste genti Cicerone quando diceva che i "latrunculi mustrincati" pareva sbucassero da sotto terra come le formiche.

## Società

### Evoluzione demografica
Abitanti censiti

### Lingue e dialetti
La variante del sardo parlata a Oliena è una variante arcaica del barbaricino di ollolai, nota per i caratteristici "colpi di glottide" in sostituzione della "k", l'elisione della " f", per fenomeni fonetici particolari tipici della parlata paesana e per la marcata vicinanza al latino medioevale.

## Cultura

### Costume

Un gruppo di anziani abitanti di Oliena negli anni sessanta; l'uomo al centro indossa il tradizionale copricapo sa berrita

Su hustùmene, il costume: è così definito dagli olianesi il modo di vestire tradizionale, composto da parti ispirate ai vari costumi del circondario, quello che si è conosciuto e tramandato dai paesi limitrofi, il vestiario che si indossava fino agli anni trenta da grandi e piccoli, e che oggi è portato quotidianamente solo dalle donne più anziane del paese, talune volte elegante e ricco d'oro, talaltre di fattura semplice, adatto ai giorni di lavoro.
Il costume si porta come elemento tradizionale e di cultura nelle processioni e manifestazioni di folklore.
Le principali parti di cui si propone il costume, sia maschile che femminile sono:
- su gippone, il corpetto di panno rosso;
- su muncadore, il fazzoletto copricapo femminile, ricamato a mano da abili artigiane con fili di seta e d'oro;
- sa hamisa, la camicia, ricamata con delicati pizzi, più complessa quella femminile, più semplice quella maschile;
- sos carciones de 'uresi, il gonnellino di orbace del costume maschile;
- sas mìgias, le calze, anch'esse di orbace, che ricoprono le gambe dell'uomo;
- sa berritta, il copricapo maschile;
- sa hintòglia, larga cintura di pelle;
- sa tùnica, la gonna d'orbace femminile

Il costume olianese, ma anche quello sardo in generale, viene realizzato interamente a mano, è di difficile elaborazione e per questo è prezioso e ha un certo valore. Si indossa con i classici gioielli di Oliena.
- sa gutturada, collana d'oro e perline di corallo
- su sole, pendente che raffigura il sole con uno o due cuori al centro
- sos buttones de prohu, bottoni d'oro

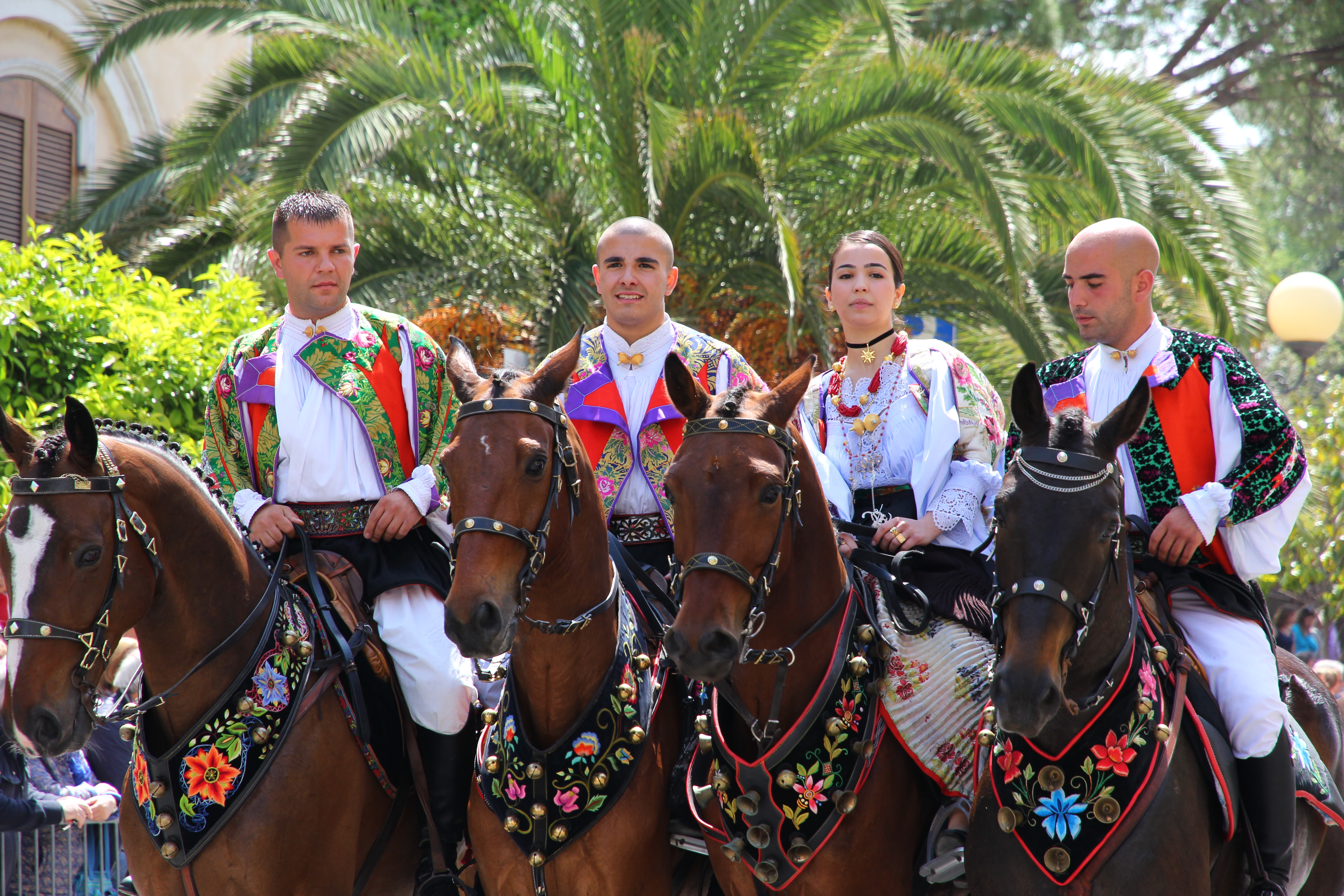
Costume tradizionale

### I balli
Gli olianesi per natura hanno il sangue ballerino. Nelle piazze di San Lussorio, Sas Honcias, Sa 'untana nova, Santa Maria, giovani e anziani si riunivano tutte le domeniche per ballare su ballu tundu.

Ballo in piazza

Si iniziava sempre in pochi, ma si finiva poi con una marea di gente. In paese troviamo sei balli diversi:
- S'Àrciu;
- S'Àrciu Antihu;
- Su Durdurinu;
- Su passu torrau;
- Su Nugoresu;
- Su Dennaru.

I primi tre sono balli che hanno esclusive radici olianesi e sono unici in tutta la Sardegna. "Su Durdurinu", inoltre, è l'unico ad essere accompagnato da voce monodica e musicalmente dal "silenzio", e si basa quasi interamente sul ritmo dei ballerini stessi ed il suono (sas istrumpadas) del battere dei piedi. Gli altri invece sono accompagnati dal Canto a Tenore o dall'organetto diatonico.
Il ballo sardo ha sempre in ogni caso rappresentato un aspetto positivo per lo sviluppo dei rapporti sociali della comunità olianese.

### Il canto a tenore

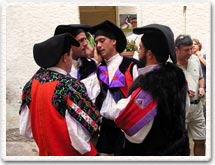
Cantanti in piazza con i tipici costumi completati dal copricapo Sa Berritta

Oliena è uno dei centri della Sardegna nel quale la tradizione del canto a tenore è maggiormente e particolarmente viva, sentita e largamente praticata. Sono numerosissime infatti le persone (uomini) che sanno "pesare una vohe", intonare cioè una cantata.
Non tutti chiaramente fanno parte di un "gruppo" fisso per esibizioni in pubblico, ma negli appuntamenti più sentiti e particolari come le sagre o gli spuntini, non si perde occasione per cantare.
Il canto a tenore è tipico e tradizionale della parte centrale della Sardegna, in particolare delle zone: Nuorese, Baronie, Goceano, Marghine e altre aree limitrofe.
Le origini del tenore sono molto antiche e, probabilmente, vanno messe in relazione con quelle dell'altra modalità musicale caratteristica della Sardegna: le launeddas, di cui si hanno tracce sin dall'antichità.
Le launeddas, però, sono strumenti musicali ad ancia fatti di canne. Il Tenore è, invece, un canto polifonico composto dall'unione di quattro voci: sa vohe, sa mesu vohe, su hontra e su bàsciu.
Ogni paese dell'area del canto a tenore, pur con caratteristiche essenziali comuni, ha proprie modalità d'esecuzione che lo distinguono dagli altri: perciò il tenore di ogni paese è unico e inconfondibile, nello stesso modo in cui lo sono la parlata e il costume tradizionale.
Essendo una forma musicale a carattere locale, arcaico e popolare, il canto a tenore ha una propria storia evolutiva sostanzialmente estranea a quella della musica tonale che caratterizza la tradizione "colta" occidentale (al più vi sono state delle influenze minime e limitate, anche reciproche). Pertanto, in contrapposizione a quest'ultima, possiamo definire il tenore come un canto "modale autonomo".
Il tenore nella sua composizione "ordinaria" è formato da quattro voci, ed ognuna è eseguita da una sola persona di sesso maschile.
I quattro ruoli sono:
- Sa Vohe: la voce di "impostazione e guida";
- Su Bàsciu: la voce di basso;
- Su Hontra: la voce di contrappunto;
- Sa Mesu vohe: la voce alta.

Il tenore (in senso ampio), come detto sopra, si compone di soli quattro ruoli; dalla loro combinazione, però, deriva una struttura del canto molto articolata, la cui analisi è tutt'altro che semplice.
Su Puntu: questa è la parola-chiave del Tenore, essa comprende una serie di significati (non tutti ben definibili) che complessivamente qualificano il canto.
Infatti, quanto all'armonia, su Puntu indica la nota fondamentale e, quindi, la tonalità del canto proposta dalla Vohe e sulla quale il Tenore costruisce l'accordo. In tal senso si usa distinguere tra:
- puntu bàsciu: impostazione tonale bassa;
- puntu mesanu: impostazione tonale media;
- puntu artu: impostazione tonale alta.

Quanto al ritmo, su Puntu sta ad indicare la velocità di esecuzione e, quindi, si dirà che il canto è:
- a Puntu Sèriu: se il movimento è compreso (più o meno) tra il lento e il moderato;
- a Puntu Lestru: se il movimento sta (più o meno) tra il moderato e l'allegro vivace;

Inoltre, su Puntu indica anche le cadenze della sequenza ritmica proposta dalla Vohe e, nei modi d'uso, rimarcate (o rielaborate) dal Tenore.
Questa centralità del termine Puntu, si ritrova anche nella valutazione complessiva assegnata alla cantata: perciò se Vohe e Tenore stanno cantando bene si usa dire che hanno unu puntu vonu (o bellu, ecc.), viceversa si dirà che hanno unu puntu malu (o lègiu, ecc.).
Al plurale, Puntos, può indicare tutte le note eseguite in una cantata o in una sua parte (in pratica, è l'equivalente del termine nota).
Su Torradògliu: è quasi un sinonimo di puntu, si usa più che altro per indicarne il lato negativo. Ossia, quando un tenore non tiene e sviluppa in modo appropriato il puntu e, quindi, canta male, si usa dire che ha perso su torradogliu (ch'an pèrdiu su torradògliu).
Più in particolare, indica la nota fondamentale su cui si basano la melodia e l'armonia del canto (su puntu de torradògliu).
S'istèrrida: indica la modalità di canto con cui, nella stragrande maggioranza dei casi s'inizia una vohe a Tenore. Si compone sostanzialmente di due parti:
- la prima è eseguita dalla sola vohe che, eseguendo una melodia generalmente semplice (ma può anche essere molto elaborata e presentare delle trasposizioni tonali), canta alcuni versi (di solito due o quattro, ma a volte anche di più) proponendo così al tenore, in fase di ascolto, su puntu della cantata che si intende sviluppare;
- la seconda è, per lo più, ambito del tenore, il quale raccolta la proposta di puntu della vohe, in una prima fase, più o meno prolungata, la sviluppa in modo da creare il miglior effetto armonico possibile; nella seconda fase ribadisce tal effetto con alcuni horfos (colpi), se occorre anche rimarcando alla vohe le necessarie modifiche da apportare all'impostazione inizialmente proposta.

Ad una prima istèrrida, ne possono seguire anche altre secondo le necessità del canto o le intenzioni dei cantori.
S'Ahordu: indica l'effetto complessivo raggiunto dalla sovrapposizione (e contrapposizione) delle voci del tenore nell'interpretazione del puntu: ossia, l'accordo armonico del canto.
- S'arciada: indica l'innalzamento del puntu; quindi arciare su puntu significa effettuare un trasporto di tono verso l'alto (es. da DO a MI).
- S'abbasciada: indica, invece, un abbassamento del puntu; pertanto abbasciare su puntu significa effettuare una trasposizione tonale verso il basso (es. da LA a FA).
- Sa marca: indica le segnalazioni fatte dal tenore o da una singola hamba (ruolo) alla vohe riguardo alle modifiche da apportare al puntu. Ad esempio, se la vohe propone un'impostazione troppo alta, il tenore o una hamba evidenziano (màrcana) con appositi vocalizzi la necessità di reimpostare o continuare il canto con un'intonazione più bassa.
- Sa pesada: indica, in particolare, l'impulso con cui la vohe dà inizio al canto del tenore, ma anche ogni impulso successivo con cui essa prosegue la cantata.
- Sa Girada: anche questo termine ha una pluralità di significati. I più ricorrenti sono:
  - Il nome della modalità di canto (giradas appunto) con cui, dopo sas isterridas, si continua la vohe a tenore; qui la vohe continua, secondo determinate cadenze, a cantare i versi del componimento poetico, e il tenore gli si sovrappone con i propri vocalizzi.
  - L'atto con cui si muta la velocità d'esecuzione di un canto (ossia, quando vi è un'accelerazione ritmica - sa vohe dae seria girà a lestra).
  - Il cambio del tipo di canto eseguito (es. dal ballo si girat ad ammuttos).
  - In particolare, può indicare anche le variazioni melodiche e ritmiche proposte da ogni singolo ruolo del tenore (es. la mesu vohe girat in un certo modo e la hontra in un altro).
  - Su Johu: indica la sequenza melodica e ritmica sviluppata dal tenore nel suo complesso e da ogni singolo ruolo.
  - Su Horfu: indica il singolo vocalizzo emesso nel canto da ciascuna hamba. L'insieme continuo di tutti i vocalizzi (sos horfos) equivalgono alle sequenze ritmiche sviluppate nella cantata (sos johos).
  - Sa Hamba: equivale a ruolo (es. la hontra è una hamba del tenore).
  - Sa Moda: indica l'insieme delle peculiarità esecutive che contraddistingue il tenore di ciascun paese o zona (es. si usa dire, riferendosi ai paesi: sa moda de Ulìana, de Nùgoro, de Pathada ecc. o anche sa moda durgalesa, mamujadina ecc.; riferendosi ad ambiti più vasti sa moda baroniesa, costerina ecc.). Inoltre, può indicare anche lo stile esecutivo di una determinata persona (es.: sa moda mea de 'aher su basciu, sa moda de Antoni de 'aher sa mesu vohe ecc.).

#### Interpretazioni di canto

Modas (o interpretazioni di canto a Oliena):
Ad Oliena, i modi di cantare sono numerosi ed alcuni tipicamente e distintamente locali. Alcuni di questi avevano una loro caratteristica ben precisa e sostanzialmente differente in origine, ma col tempo e con le diverse "contaminazioni" e influenze non solo di altri centri vicini, ma date anche dall'esuberanza dei giovani nei vari cambiamenti generazionali hanno subìto differenze notevoli che hanno anche portato alla necessità di distinzione nei nominativi.
Alcune di queste modas sono anche quasi totalmente scomparse dalle esibizioni attuali, scomparsa dovuta probabilmente all'estrema difficoltà di interpretazione o alla preferenza di accompagnamento data dalla vohe sola, e lasciate alla gelosa custodia di pochi anziani e pochissimi giovani che con grande difficoltà stanno cercando di riportarle alla luce riproponendoli nelle varie situazioni canore:
- Vohe Sèria (o vohe 'e notte)
- Girada
- Ammuttos
- Attittos
- Gòccio
- A sa Mamujadina
- Ballu Nugoresu (o lestru)
- Billaradomba Mamujadinu
- Ballu Arcieddu
- Ballu Àrciu (quasi totalmente in disuso)
- Ballu Àrciu Antihu (quasi totalmente in disuso)
- Altre varianti attualmente perse dai giovani cantori, come "...a horfos, lestru, pasau, a s'istrangia.

#### Le origini
Ad Oliena le origini del canto a tenore sono remotissime e bisogna addirittura tornare indietro al 1830-40 per trovare alcune tra le primissime testimonianze scritte ed ufficiali. Nel suo viaggio in Sardegna infatti l'Angius Casalis, dopo una dettagliatissima, accurata ed attenta illustrazione dei balli, in piazza San Lussorio, così scriveva:
È logico che le quattro voci non potevano che essere quelle del canto a Tenore, visto che nel centro Sardegna (a parte le corali religiose delle confraternite, formate però da oltre cinque elementi) non esistevano altre forme di coro che potessero accompagnare i balli.
Era di Oliena anche il primo "gruppo" di canto a Tenore ad aver attraversato il mare per esibirsi in continente. Parliamo del lontano 1923 e Gabriele D'Annunzio, incantato ed impressionato dall'intonazione di queste potenti voci durante una delle tante visite presso le cantine del paese, accompagnate da abbondanti bevute, decise di far esibire il Tenore presso il "Vittoriale".
Non è dato sapere come siano stati accolti e che tipo di giudizio critico abbiano avuto quegli uomini vestiti ancora dei loro costumi tipici, possiamo però immaginare l'impressione che possono aver destato tra i presenti, certamente uomini e donne di ceto sociale elevato e componenti nobiliari, abituati soprattutto ad ascoltare musiche classiche e a frequentare i "salotti buoni" dell'alta borghesia. Ancora oggi però, sono in corso le ricerche allo scopo di recuperare eventuali testimonianze (anche audio visive) di quell'evento eccezionale.

#### Testimonianze audio
Si sa per certo, che le primissime registrazioni del Tenore di Oliena, sono state effettuate a cavallo tra gli anni trenta e quaranta.
Non è chiaro dove e come, e non se ne sono ancora trovate tracce ma vi è la certezza e l'identità di uno dei componenti di quell'evento; si tratta di Ciu Peppeddu Boe, meglio noto con il soprannome di "Vola-vola". Si diceva di lui non solo che avesse una voce straordinaria e indiscutibilmente "superiore", voce che riusciva a far partire qualsiasi Tenore, ma anche che s'at bèndiu sa vohe cioè "si ha venduto la voce", modo ironico per far presente che per quella registrazione, ciu "Vola-vola" e i suoi amici erano stati ricompensati con una discreta somma di denaro, a quei tempi cosa rarissima.
Bisognerà poi attendere gli anni cinquanta per avere alcune testimonianze "audio", registrazioni effettuate pare da una troupe di "radio Cagliari" (la Rai regionale di allora), che in giro per i paesi dell'interno, coglievano anche le cantate "occasionali e spontanee" dentro i bar, le cantine o nelle sagre paesane, e quelle dei ricercatori della famosissima e secolare (anno di fondazione 1585) "Accademia di Santa Cecilia" in Roma.
Alcune di queste registrazioni sono state recuperate: molte di loro erano in condizioni ottime in quanto erano state utilizzate per sottofondi musicali di programmi sul folklore, film e documentari sulla Sardegna, senza contare gli appuntamenti della radio Sarda la domenica a mezzogiorno.
Tra i protagonisti di allora, i più noti - considerati dei veri e propri "veterani" - erano "ciu Juvanne Corveddu", ciu Antoni Piga "Cuccirinu", ciu Coseme Congiu "Tramposu", ciu Jacobbe Puligheddu "Istampa", ciu Antoni Congiu "Lallai", ciu Antoni Tolu "Bonette", ciu Badore Mula "Muleddu", ciu Babbore "Sarvestru", ciu Iriheddu Ortu "Tasha", ciu Antoni Flore "Gaddura", ciu Predu Massaiu "Maggiaconca" e altri numerosissimi che hanno anche più volte cavalcato i palchi di diverse località dell'isola partecipando alle garas di Tenore durante le feste patronali, che prevedevano la selezione e la premiazione (in denaro) dei primi tre fra i gruppi migliori.
Bisognerà comunque attendere la metà degli anni settanta per avere una registrazione ufficiale del Tenore di Oliena: la prima è stata registrata dai componenti di 2 gruppi che si sono uniti per l'occasione e hanno diviso la "cassetta" con il gruppo di Benetutti (intitolata appunto "Tenores Oliena Benetutti") la quale voce solista del gruppo antagonista era un altro Olianese emigrato (Antoni Salis "Sculaccia").
È sempre degli anni settanta la partecipazione del Tenore di Oliena alla registrazione che ha portato alla produzione della cassetta "Tenori Diversi", composta da più paesi.
Nei primi anni ottanta invece, usciva la cassetta interamente firmata da Olianesi: si trattava del "Tenore su Gologone".
Tra il 1992 ed il 1995, il "Tenore Corrasi", capeggiato da una delle voci più apprezzate della Sardegna, Mimminu Maisola, produsse altre due cassette, la seconda intitolata "Tempos Passados". È invece del 2002 la cassetta de "su Tenore Ulianesu", nella quale vi è un'accurata ricerca dell'interpretazione delle poesie Olianesi. Il 90% delle cantate infatti, sono in dialetto schiettamente olianese.
Del 2006 è invece la produzione del CD del "Tenore Lanaitho". L'ultima produzione musicale nata in casa dei Tenores di Oliena è il CD dedicato al compianto Antoni Mereu (riconosciuto come uno dei migliori "bascios" di tutta l'isola, scomparso alcuni anni fa) da parte dei suoi amici intitolato "Tenore Rimundu Congiu, in amentu de Antoni Mereu", nel quale molti dei brani presenti sono interpretati dallo stesso Mereu in alcune registrazioni di prova effettuate poco tempo prima della sua scomparsa.

#### I gruppi
Oliena vantava al 2015 la presenza di 8 gruppi di canto (5 dei quali regolarmente iscritti all'albo regionale dei gruppi a tenore), con un'età dei componenti che va da un massimo di 60 ad un minimo di 13 anni:
- Tenore "Corrasi"
- Tenore "Ulianesu"
- Tenore "Lanaitho"
- Tenore "Santu Lussugliu"
- Tenore "Santu Juvanne"
- Tenore "Antoni Mereu"
- Tenore "Santu Nasciu"
- Tenore "Predu Muchera"

Causa la competizione per le esibizioni nelle sagre alcuni di questi gruppi si sono successivamente sciolti. Grazie ad un numero così elevato, Oliena è, dopo Nuoro (che conta però oltre 30.000 abitanti), il paese con la più alta percentuale di gruppi "fissi" di canto.

### Cinema
Oliena e il suo territorio sono stati scelti come location per le riprese di numerosi celebri film.
Tra questi ricordiamo:
- La Bibbia di John Huston, 1966 prodotto e distribuito da Dino De Laurentis. Le scene del sacrificio di Isacco sono state girate sul Monte Corrasi.
- King David di Bruce Beresford, 1985, con Richard Gere; prodotto e distribuito dalla Paramount, girato in parte nella Valle di Lanaitto.
- Delitto per Amore - L'Edera di Augusto Genina, 1950. Tratto dal romanzo L'Edera di Grazia Deledda è stato girato quasi interamente all'interno del paese.
- Disamistade di Gianfranco Cabiddu. Alcune scene sono state girate nel sito archeologico di Tiscali e la scena finale è stata girata su una corriera che attraversa la strada Oliena-Dorgali.
- L'Ultima Frontiera, di Franco Bernini, 2006, con Fabrizio Gifuni e Nicole Grimaudo. Fiction per la tv della Rai incentrata sul banditismo sardo di fine ottocento e inizio novecento è stata girata nella grotta di Sa Oche, sul Monte Corrasi e nelle sorgenti di Su Gologone.
- Su Re di Giovanni Columbu, del 2013, prodotto e distribuito dalla Sacher; le scene della crocifissione di Cristo sono state girate sul Monte Corrasi nello stesso punto dove era stato girato il sacrificio di Isacco del film di John Huston.
- Transumanza, corto di Salvatore Mereu; presentato alla Mostra del Cinema di Venezia del 2013 per celebrare i 70 anni della prestigiosa rassegna, è stato girato sul Monte Corrasi.
- Banditi a Orgosolo di Vittorio De Seta del 1961 - Molte scene sono state girate sul Monte Corrasi, a punta sos Nidos e a s'Ishala e s'Arena o Ala Segnora
- Scarabea diretto da Hans-Jürgen Syberberg, 1969 tratto dal racconto Se di molta terra abbia bisogno un uomo di Lev Tolstoj e girato[17] prevalentemente tra Orgosolo ed Oliena
- Women of the world diretto da Gualtiero Jacopetti, Paolo Cavara e narrato da Peter Ustinov mostra alcune scene girate ad Oliena legato alla tradizione sarda ormai in disuso de s'attittu.
- Corbeddu, 1975 diretto da Louis van Gasteren, ricostruisce la storia del bandito Giovanni Corbeddu Salis

#### Eventi
La presenza sul territorio di un numero così alto di gruppi e di appassionati, permette e incentiva logicamente anche l'organizzazione di numerosi eventi legati al mondo del canto Sardo. A parte le feste patronali più importanti come quelle di San Lussorio e Pasqua (nelle quali il Tenore è sempre uno dei protagonisti), feste come quella di "N.S. de Musserrata", "Santu Juvanne" "Sant'Antoni" e "Bonuhaminu" hanno fatto del canto a Tenore una delle loro caratteristiche principali, dedicando all'esibizione dei "hantadores" intere ed apposite serate.
Ad Oliena, si svolge anche la "rassegna di Canto a Tenore" più "anziana" di tutta la Sardegna arrivata oggi alla sua 15ª edizione, nella quale in questi anni si sono esibiti quasi tutti i gruppi Sardi e prediligendo particolarmente quelli dei giovanissimi; accade quindi, che numerosi siano i gruppi che (oggi ormai famosi) si sono esibiti per la prima volta in pubblico proprio qui ad Oliena.
Quasi tutti i gruppi di Oliena, sono stati presentati al pubblico in occasione della Rassegna!
Altri eventi degni di nota svoltisi ad Oliena sono un importante convegno voluto e finanziato dalla Provincia di Nuoro e curato dall'Associazione Culturale "Sos Hustumenes" intitolato: "su Hantu a Tenore e Trattas de Pastoralismo", svoltosi il 04/02/2005 con la partecipazione di alcuni tra i più importanti ricercatori, etnomusicologhi e intellettuali Sardi e del continente.
Il premio (tutto Olianese) "Tenore pro meritos de Onore (Tenore ad Honorem)" la quale prima edizione è andata al Dorgalese Prof. Andrea Deplano, grande ricercatore e primo ad aver scritto scientificamente sul canto a Tenore.
Oliena, è anche l'unico paese della Sardegna ad essersi dotato di una mostra "itinerante", ricca anche di testimonianze "audio-visive", dedicata al canto a Tenore, partecipando a diverse manifestazioni in tutta la Sardegna.
È stata anche prodotta una dispensa (per eventuali usi didattici) nella quale, in maniera semplice ma dettagliatamente comprensibile, il canto a Tenore viene "smontato" ed illustrato nella sua totale particolarità e complessità.

### Le feste e i dolci
A Oliena numerose sono le ricorrenze festive, alcune antiche addirittura di secoli, altre più recenti.
La notte del 16 gennaio si prepara un grande fuoco, uno in ogni rione del paese, in omaggio a Sant'Antonio abate, e per l'occasione si prepara un particolare dolce, "Su Pistiddu", che si offre agli ospiti insieme a un bicchiere di buon vino, mentre ci si riscalda tutti insieme davanti al fuoco.
Alcune volte "Su Pistiddori" viene portato dal prete per "Sa Benediscione" (la benedizione). Per carnevale invece si preparano "Sas thippulas","Sas Rugliettas" e "Sos Gugligliones", questi ultimi fatti di miele e mandorle.
Vi sono poi i riti della Settimana Santa, comprendenti la Via Crucis, il Mercoledì delle Ceneri, la lavanda dei piedi agli apostoli il Giovedì santo, e "S'Iscravamentu" il Venerdì Santo, durante il quale Gesù viene tolto dalla croce, ormai morto.
A Pasqua poi, si può assistere ad un evento tra i più suggestivi dell'intera isola: "S'Incontru". Questo rito è l'animazione scenica dell'incontro tra la Madonna ed il Cristo risorto. Dalla chiesa di San Francesco parte una piccola processione di fedeli che accompagna la Madonna; Simultaneamente, un'altra processione che parte da Santa Croce, accompagna Gesù. I due simulacri sono ricoperti di ori votivi.
L'incontro avviene in piazza Santa Maria. Alla Madonna viene tolto il velo nero del lutto, gli spari coprono ogni altro rumore, e ad assistere, oltre ai fedeli, ci sono centinaia di donne e uomini in costume, che rendono ancora più bella la scena. Il 21 giugno invece è la festa di San Giovanni "Santu Juvanne de sos pastores", la quale chiesa, che sorge a pochi chilometri di distanza dal paese, viene raggiunta da una lunga processione di fedeli a cavallo, che una volta arrivati a destinazione ascoltano la messa e gustano il pranzo tutti insieme.
Arriva poi la festa patronale di San Lussorio, a metà agosto. Nei giorni precedenti la festa, ogni sera viene allestito uno spettacolo diverso, dal cabaret, ai canti a tenore, ai balli sardi, fino al concerto finale, che vede come protagonista ogni anno, un cantante di successo del panorama musicale italiano. Il 21 agosto, giorno proprio della festa, dopo la processione, le vie del paese sciamano di gente fino a tarda notte.
Dal 1º all'8 settembre, nel santuario campestre di Monserrata, si festeggia la Madonna. I novenanti alloggiano nelle tante "cumbressias" per tutto il tempo della festa. A metà settembre poi inizia "Cortes Apertas", una manifestazione culturale che oggi interessa tutti i comuni dell'isola, ma che è nata proprio ad Oliena nel 1996. Questa festa vede aprire tutte le case e i cortili vecchi per essere visitati dai turisti, e vengono esposti i prodotti di artigianato locale, e tutti i dolci del posto.

### Il vino
(Gabriele D'Annunzio)
Con queste parole Gabriele D'Annunzio, ospite a Oliena per un breve periodo, elogia il vino del paese, il Nepente.
Oliena infatti è nota soprattutto per il suo vino, conosciuto in tutto il mondo, e che si produce proprio qui, alle pendici del Supramonte. I giorni di vendemmia sono giorni di festa. Il vino si produce presso privati, oppure nella cantina sociale, che è tra le più produttive. Non ci sono parole per descrivere quel sapore, quell'odore particolare, o anche solo il colore, del Nepente olianese.

## Infrastrutture e trasporti
Oliena è attraversata dalla Strada statale 129 Trasversale Sarda.

## Amministrazione
| Periodo        | Periodo        | Primo cittadino            | Partito                                       | Carica                    | Note   |
| -------------- | -------------- | -------------------------- | --------------------------------------------- | ------------------------- | ------ |
| 23 aprile 1995 | 16 aprile 2000 | Salvatore Fele             | liste civiche di centro-sinistra              | sindaco                   | [ 18 ] |
| 16 aprile 2000 | 9 maggio 2005  | Salvatore Fele             | liste civiche di centro-sinistra              | sindaco                   | [ 19 ] |
| 9 maggio 2005  | 31 maggio 2010 | Francesco Giuseppe Capelli | lista civica                                  | sindaco                   | [ 20 ] |
| 31 maggio 2010 | 31 maggio 2015 | Salvatore Serra            | lista civica "Tutti Uniti per Oliena"         | sindaco                   | [ 21 ] |
| 31 maggio 2015 | 4 ottobre 2017 | Martino Salis              | lista civica "Oliena Viva"                    | sindaco                   | [ 22 ] |
| 4 ottobre 2017 | 10 giugno 2018 | Manuel Delogu              |                                               | commissario straordinario |        |
| 10 giugno 2018 | 29 maggio 2023 | Sebastiano Antioco Congiu  | lista civica "Movimentiamo il Nostro Futuro"  | sindaco                   | [ 23 ] |
| 29 maggio 2023 | in carica      | Sebastiano Antioco Congiu  | lista civica "Continuità e futuro per Oliena" | sindaco                   | [ 24 ] |

### Gemellaggi
Oliana